# Луций Корнелий Сула (консул 5 пр.н.е.)
Луций Корнелий Сула (на латински: Lucius Cornelius Sulla) е политик и сенатор на ранната Римска империя през края на 1 век пр.н.е.

## Биография
Той е син на Публий Корнелий Сула, който е избран за консул през 66 пр.н.е., но не встъпва в служба. Роднина е на диктатор Луций Корнелий Сула.
След своята претура Луций Супа е през 5 пр.н.е. редовен консул заедно с император Август, който е за 12-и път консул. Суфектконсули тази година са Луций Виниций, Квинт Хатерий и Гай Сулпиций Галба.